# Monica Zetterlund

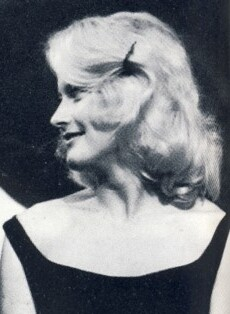
Monica Zetterlund (1967)

Monica Zetterlund (Aussprache [ˌmoːnika ˈsɛtːəɹlɵnd], * 20. September 1937 in Hagfors; † 12. Mai 2005 in Stockholm; geborene Monica Nilsson) war eine schwedische Sängerin und Schauspielerin.

## Leben und Wirken
Zetterlund wirkte in mehr als 20 Filmen und Fernsehserien mit, darunter 1971 in Die Auswanderer an der Seite von Liv Ullmann und Max von Sydow. Sie war außerdem eine beachtete Jazz-Sängerin. Mit dem Titel En gång i Stockholm nahm sie 1963 für Schweden am Eurovision Song Contest teil. Ohne einen einzigen Punkt landete sie auf dem letzten Platz. Ihrer Popularität in ihrem Heimatland tat dies jedoch keinen Abbruch.

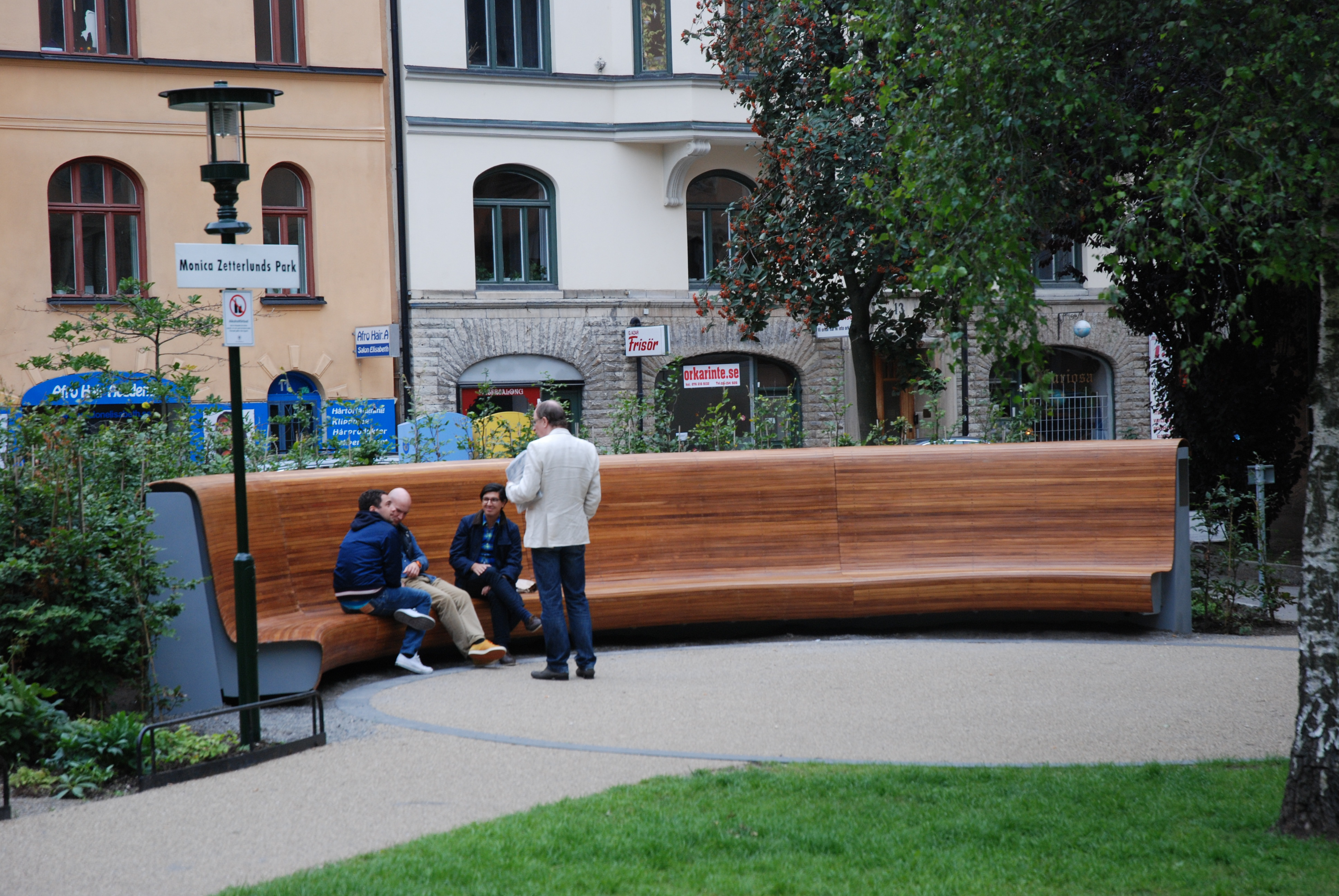
Die klingende Bank im Monica Zetterlunds Park, Stockholm

Als Jazz-Sängerin hatte sie mit Arne Domnérus zwischen 1958 und 1960 ihre ersten Erfolge, nachdem sie als Nachwuchssängerin in der Band ihrer Eltern und bei Ib Glindemann debütiert hatte. Festivals in ganz Europa führten sie mit den dort gastierenden „Americans in Europe“ Lucky Thompson, Kenny Clarke, Thad Jones, Zoot Sims und Red Mitchell zusammen. Mit vielen ging sie auch in die Studios. Ihre Diskografie ist recht bescheiden, was den Jazz betrifft, dafür aber gehaltvoll. Ihr bekanntestes Album ist die LP auf Philips mit Bill Evans, dessen Waltz for Debby sie in einer völlig neuen Weise interpretierte.
Mit Quincy Jones hat sie einige hervorragende Alben aufgenommen – in wechselnden Besetzungen. Ihre LP „Swedish Sensation“ vereinigt die besten Jazzmusiker Schwedens. Zu Beginn der 1970er Jahre wurde sie kommerzieller und nahm zwischen Winchester Cathedral und My Sweet Lord jede Menge Pop auf. Ihre „Klasse“ blitzte dabei nur noch selten auf. Dazu wurde die Anzahl der schwedischen Folk- und Poptitel immer größer, was ihr Geld einbrachte, die Jazzfans aber eher abschreckte. Erst die Zusammenarbeit mit Zoot Sims und Red Mitchell führte sie zurück in die Clubs zwischen Stockholm, Malmö und Uppsala.
Infolge einer schweren Skoliose-Erkrankung zog sich Monica Zetterlund 1999 von der Bühne zurück. Am 12. Mai 2005 kam sie bei einem Feuer in ihrer Stockholmer Wohnung ums Leben. Posthum wurde sie 2005 mit dem Jazzpreis der Königlich Schwedischen Musikakademie ausgezeichnet. 2006 erhielt sie gleichfalls posthum den Django d’Or (Schweden) als eine Legende des Jazz.
Im Stockholmer Stadtteil Vasastaden erinnert der „Monica Zetterlunds Park“ an die Sängerin. Eine acht Meter lange und 1,40 Meter hohe Sitzbank aus Teakholz beginnt, sobald ein Besucher sich der Bank nähert, Musik von Zetterlund zu spielen.

## Diskografie (Auswahl)

### Alben
| Jahr | Titel Musiklabel, Katalog-Nr.                               | Höchstplatzierung, Gesamtwochen, AuszeichnungChartsChartplatzierungen (Jahr, Titel, Musiklabel, Katalog-Nr., Platzierungen, Wochen, Auszeichnungen, Anmerkungen) | Anmerkungen    |
| Jahr | Titel Musiklabel, Katalog-Nr.                               | SE | Anmerkungen    |
| ---- | ----------------------------------------------------------- | --- | -------------- |
| 1984 | Sjunger Olle Adolphson                                      | SE48 (1 Wo.)SE |                |
| 1989 | Monica Z                                                    | SE18 (5 Wo.)SE |                |
| 1991 | Varsamt BMG Sweden                                          | SE10 Gold · (11 Wo.)SE |                |
| 1992 | Waltz for Debby Philips 6378 508                            | SE29 (3 Wo.)SE | mit Bill Evans |
| 1993 | Topaz                                                       | SE18 (7 Wo.)SE |                |
| 1995 | Ett lingonris som satts i cocktailglas                      | SE58 (1 Wo.)SE |                |
| 1996 | The Lost Tapes @ Bell Sound Studios N.Y.C. RCA (G)2136332-2 | SE18 (8 Wo.)SE |                |
| 1997 | Det finns dagar                                             | SE18 (6 Wo.)SE |                |
| 1998 | Gyllene blad ur Monicas dagbok                              | SE34 (2 Wo.)SE |                |
| 2000 | Bill Remembered – A Tribute To Bill Evans                   | SE34 (3 Wo.)SE |                |
| 2001 | Monicas Bästa                                               | SE12 Gold · (29 Wo.)SE |                |
| 2005 | Z – Det bästa med Monica Zetterlund                         | SE7 Gold · (22 Wo.)SE |                |
| 2008 | Sakta vi gå genom stan – Det bästa med Monica               | SE14 (12 Wo.)SE |                |

Weitere Alben
- Nu är det skönt att leva EMI Svenska AB 1364492(CD) 1971/1992
- Sakta vi gå genom stan Philips 510 046-2 (CD) 1991
- Det finns dagar BMG Sweden (CD)1997
- Monica Zetterlund sjunger Olle Adolphson Phontastic 1999 (CD)
- Swedish Sensation Columbia SEGS 47 (LP), EMI (S) 475061-2 (CD), Dragon 171

## Filmografie (Auswahl)
- 1972: Das neue Land (Nybyggarna)